# 山崎柄根
- 山崎柄根
- 山﨑柄根

山崎 柄根（やまさき つかね、1939年3月2日 - 2017年8月17日）は、日本の昆虫学者、東京都立大学名誉教授。

## 略歴
1939年、作家・澁川驍の次男として東京都で生まれる。東京教育大学理学部動物学科卒、1968年同大学院博士課程修了、「本州産高山性ヒナバッタ属昆虫の分類学的解析」で理学博士。東京都立大学理学部助教授、教授。2004年定年退官、名誉教授となる。1992年『鹿野忠雄』で日本エッセイストクラブ賞受賞。2017年受勲。

## 著書
- 『学研のはてなずかん 5 昆虫』（学習研究社） 1975
- 『学研の図鑑 33 世界の昆虫』（学習研究社） 1977
- 『学研の写真図鑑 9 バッタ』（学習研究社） 1978
- 『とのさまばった』(赤勘兵衛絵、フレーベル館、フレーベルの科学えほん)  1979
- 『講談社カラー科学大図鑑 A-28 バッタ・コオロギ』（講談社） 1981
- 『鹿野忠雄 台湾に魅せられたナチュラリスト』（平凡社） 1992
- 『昭和の作家 澁川驍 年譜・著作目録』（編著、研成社） 2019：遺作

## 翻訳
- 『動物の生殖 新しい命の始まりを模型断面でみる』(ディヴィッド・バーニー、遠藤秀紀, 武田正倫共訳、丸善、しくみ発見博物館） 1998
- 『毒をもつ動物 自然が生みだした驚異の武器を模型断面でみる』 (ティリーザ・グリーナウェイ、遠藤秀紀, 武田正倫共訳、丸善、しくみ発見博物館） 1998

## 論文
- <山崎柄根